# دراغان ستويكوف
دراغان ستويكوف (بالمقدونية: Драган Стојков)‏ هو لاعب كرة قدم شمال مقدوني في مركز الوسط، ولد في 23 فبراير 1988 في ستروميكا في مقدونيا الشمالية. شارك مع منتخب جمهورية مقدونيا تحت 17 سنة لكرة القدم ومنتخب جمهورية مقدونيا تحت 19 سنة لكرة القدم ومنتخب مقدونيا الشمالية تحت 21 سنة لكرة القدم. أما مع النوادي، فقد لعب مع إندي إليفن ونابريداك كروشيفاتس ونادي إيغاليو لكرة القدم ونادي ياغودينا.

## وصلات خارجية
- دراغان ستويكوف على موقع قاعدة بيانات كرة القدم.إي يو (الإنجليزية)
- دراغان ستويكوف على موقع Soccerway.com (الإنجليزية)
- دراغان ستويكوف على موقع عالم كرة القدم.نت (الإنجليزية)